# Alfredshütte
Alfredshütte war ein Hüttenwerk bei Stolberg (Harz) und Rottleberode im Krummschlachttal. Die Kupferhütte lag am Krummschlachtwasser. 1853 waren dort ein Roheisen- bzw. Hochofen und ein Garherd in Betrieb, die 71 Zentner Kupfer produzierten. 1860 waren es 221¾ Zentner. Am 4. Januar 1869 musste die damals der Stolberger Bergbau- und Hütten-Actien-Gesellschaft gehörige Alfredshütte öffentlich versteigert werden. 1881 war der Apotheker Lössner aus Leipzig Besitzer der Hütte. Noch 1936 ist die Alfredshütte auf dem Messtischblatt verzeichnet.